# Calpurnia aurea
Calpurnia aurea е растителен вид от род Calpurnia, семейство Fabaceae (Бобови). Видът C. aurea е най-разпространеният представител на рода, който се състои от 16 вида, 8 от които се срещат естествено само в южната част на Африканския континент.

## Местообитание
Характерен е за Южна Африка, като местообитанието му се простира от южното крайбрежие на провинция Източен Кейп на североизток през Квазулу-Натал и Свазиленд до Мпумаланга, Гаутенг и Лимпопо. Среща се и още по на север в тропическа Африка до Етиопия, както и в южна Индия (подвида C. aurea ssp. indica). Подвидът C. aurea ssp. aurea има популации и в провинция Трансваал и в Зимбабве.

## Описание
Обикновено се среща като малко дърво с височина до 4 метра, но в горски масиви може да достигне височина до 15 метра. Листенцата на една клонка са нечетен брой с едно листенце в края на клонката, а всички останали симетрично разположени по дължината ѝ.
Образува съцветия от 8 до 30 цветове, които са ярко жълти и с големина около 2,5 см. Растението цъфти по различно време на годината, в зависимост от сезона. В областите с летен дъждовен сезон цъфти в средата до края на лятото (декември – февруари), в областите със зимен дъждовен сезон и сухи лета цъфти през есента.
Плодовете на растението са шушулки, които са тънки и подобни на хартия с цвят на слама и с дължина около 10 см, с до 8 бобчета в шушулката. При узряване шушулката не се разтваря.
- Дърво от вида в Кирстенбош
- Кората на дървото
- Узрели шушулки
- Шушулки и бобчета

## Произход на името
Видът е описан за първи път през 1789 по екземпляр, растящ в Кралската ботаническа градина Кю Гардънс, за който се смята, че е донесен от Етиопия през 1777 година.
Името на рода, Calpurnia, произлиза от името на римския поет от I век Тит Калпурний Сикул. За Калпурний се смята, че е бил имитатор на Вергилий, и тъй като растенията от рода приличат на тези от род Virgilia (с подобна структура на цвета, но на цвят от бледо до наситено лилаво), им било дадено името на поета-имитатор. Името на подвида aurea означава на латински „златен“, на подвида sylvatica – „растящ измежду дървета“.